# 제임스 칸
제임스 칸(James Caan, 1940년 3월 26일~2022년 7월 6일)은 미국의 배우이다. 지미 칸(Jimmy Caan)이라는 별칭도 있다. 그는 1972년 대부라는 영화에서 장남 소니 콜레오네의 역할로 잘 알려져 있다. 이 외에도 《미저리》, 《이레이저》 그리고 TV 드라마 《라스베가스》가 대표작으로 꼽힌다.
그는 1961년 드라마 네이키드 시티로 데뷔하였다. 또, 그는 미시간 주립 대학교에서 경제학을 전공하였고 호프스트라 대학교에 전학가서 드라마 분야를 전공하였다.
2022년 7월 6일 로스앤젤레스에서 사망했다.

## 감독
- 1980년: 사랑은 저 멀리(Hide In Plain Sight)

## 출연
- 2012년: 대디 보이(That's My Boy)
- 2011년: 디태치먼트(detachment)
- 2010년: 헨리스 크라임(Henry's Crime) - 맥스 역
- 2009년: 뉴욕, 아이 러브 유(New York, I Love You)
- 2009년: 미들 맨(Middle Men) - 제리 역
- 2008년: 겟 스마트(Get Smart) - 대통령 역
- 2003년: 도그빌(Dogville) - 빅 맨 역
- 2003년: 엘프(Elf) - 버디 아빠 역
- 2003년: 라스베가스(Las Vegas, TV) - 에드 델라인 역
- 2002년: 블러드 크라임(Blood Crime, TV)
- 2001년: 특명 네이비씰(A Glimpse of Hell) - 프레드 무샐리 함장 역
- 2001년: 레드락 탈출(Warden of Red Rock) - 존 플린더스 역
- 2001년: 인 더 섀도우(In the Shadows) - 랜스 휴스턴 역
- 2000년: 럭키타운(영어판)(Luckytown Blues) - 찰리 도일스 역
- 2000년: 더 야드(The Yards) - 프랭크 올킨 역
- 2000년: 웨이 오브 더 건(The Way of the Gun) - 사르노 역
- 1999년: 미키 블루 아이즈(Mickey Blue Eyes) - 프랭크 역
- 1998년: 명탐정 말로위(Poodle Springs, TV)
- 1996년: LA 캅스(Bulletproof) - 프랭크 콜튼 역
- 1996년: 타슌가(TASHUNGA)
- 1996년: 이레이저(Eraser) - 로버트 드구에린 역
- 1995년: 타순가(North Star / Tashunga) - 션 맥레논 역
- 1993년: 악몽(Flesh And Bone)
- 1993년: 프로그램(The Program)
- 1992년: 허니문 인 베가스(Honeymoon In Vegas)
- 1990년: 미저리(Misery) - 폴 셸든 역
- 1990년: 딕 트레이시(Dick Tracy) - 스팔도니 역
- 1987년: 병사의 낙원(Gardens of Stone) - 해저드 역
- 1981년: 비정의 거리(Thief)
- 1980년: 사랑은 저 멀리(Hide In Plain Sight) - 토마스 헤클린 역
- 1979년: 제2장(Chapter Two) - 조지 슈나이더 역
- 1978년: 컴스 호스맨(Comes A Horseman)
- 1977년: 남과 여 2(Another Man, Another Chance / Un Autre Homme, Une Autre Chance) - 데이비드 윌리엄스 역
- 1977년: 머나먼 다리(A Bridge Too Far) - 에디 도헌 하사 역
- 1976년: 해리와 월터 뉴욕으로 가다(Harry And Walter Go To Newyork) - 해리 역
- 1975년: 킬러 엘리트(The Killer Elite) - 마이크 역
- 1975년: 바브라 스트라이샌의 갈채(Funny Lady) - 빌리 로즈 역
- 1975년: 죽음의 경기(Rollerball) - 조나단 역
- 1974년: 형사 콤비 후리비와 빈(Freebie And The Bean) - 프레비 역
- 1974년: 겜블러(The Gambler) - 엑셀 프리드 역
- 1972년: 대부(The Godfather) - 소니 콜레오네 역
- 1969년: 빗 속의 연인(The Rain People) - 지미 킹논 역
- 1968년: 카운트다운(Countdown)
- 1967년: 엘도라도(El Dorado) - 미시시피 역
- 1965년: 레드 라인 7000(Red Line 7000) - 마이크 역

## 목소리 출연
- 2009년: 하늘에서 음식이 내린다면(Cloudy with a Chance of Meatballs)

## 특별 출연
- 1976년: 무성영화(Silent Movie)